# دبه
دبه ظرفی است  پلاستیکی، چوبی، چرمی یا فلزی که برای انداختن ترشیجات و شوریجات، حمل مایعات مثل شیر، روغن  و آب مورد استفاده قرار می‌گیرد. دبه‌ها ظروفی نسبتا" بزرگ هستند. برخی دبه‌ها دارای دسته هستند و برخی دسته ندارند. رنگ دبه‌های پلاستیکی معمولا" سفید است.
دبه‌ها ظروفی هستند که در دارند.